# 世にも奇妙な物語 2012年 秋の特別編
『世にも奇妙な物語 2012年 秋の特別編』（よにもきみょうなものがたり2012ねんあきのとくべつへん）は、2012年10月6日にフジテレビ土曜プレミアム枠で放送された「世にも奇妙な物語」の特別編。視聴率は14.2%。

## ストーリーテラー

### キャスト
ストーリーテラー - タモリ
老婆 - 森康子
若者 - 上野直人

### スタッフ
- 演出：佐藤源太（共同テレビ）

## 心霊アプリ

### ストーリー
学習塾「文和ゼミナール」で派遣事務員を務めているさおり（大島優子）は、塾に通う生徒から「スマートフォンで写真を撮ると心霊写真の合成写真が撮れる」という「心霊アプリ」を教えてもらう。その面白さから次第にはまっていくが、恋人からは止めた方が良いと忠告を受ける。ある日、アプリのバージョンアップの通知が届き、利用規約を読まずに承認すると「自分が撮った写真を心霊写真の幽霊として使うことができる」という機能が追加されていた。その面白さにさおりは更にはまって、様々な知人の写真を撮っていくのだが…。

### キャスト
立花 さおり - 大島優子 （当時AKB48）
学習塾の事務員。生徒から教えられた心霊アプリの面白さに取りつかれていく。
伊藤 和人 - 大東駿介
会社員。さおりの彼氏。心霊アプリにはまるさおりに危機感を募らせ、「心霊アプリ」で遊ぶのは止めるよう忠告する。
竹本 良雄 - 菊池均也
さおりの上司。勤務中にスマートフォンゲームアプリで遊んでいるさおりを見つけて、注意する。
水田 裕美 - 佐藤みゆき
さおりの友人。
川口 敦美 - 秋月三佳
本橋 美加 - 藤井武美
相沢 萌 - 戸井智恵美
柏谷 洋祐 - 柾木玲弥
お弁当屋のおばさん - 澤純子
女性職員 - 中村朝佳
客1 - 酒井啓全
客2 - 桝本圭作
講師 - 服部一貴
塾職員 - 山嶋千恵

### スタッフ
- 脚本：寺田敏雄
- 演出：松木創（共同テレビ）

## 来世不動産

### ストーリー
意識が遠のきふと気づくと田中（高橋克実）は草原に倒れていた。周りを見渡すと建物は「来世不動産」と書かれた不動産屋だけで中に入るとそこには怪しげな男（バカリズム）がいた。彼によると田中はすでに他界、それまでの人生を振り返り「善い行い」や「悪い行い」を「ポイント換算」で計算し、それに応じて来世の生き物（物件）を決めることが出来るとその男から知らされる。一般よりも若干ポイントが低めと言われた田中はその中でも男が勧める物件を内件するも今一つ契約に進めず…。

### キャスト
田中 二郎 - 高橋克実（少年期：五味佳晃）
草原に倒れていた男。来世不動産に入り、店員と来世に入る「物件」を内見しながら決めていく。
不動産屋 - バカリズム
来世不動産の店員。田中と「物件」を選んでいく。
妻 - 笹山ゆき乃
老人 - 山浦栄
老人の妻 - 菊地佐玖子

### スタッフ
- 原作：升野英知「来世不動産」（小学館「東と西2」所載）
- 脚本：升野英知（バカリズム）
- 演出：岩田和行（ベイシス）

## 蛇口

### ストーリー
自宅でガーデニングをする雄一（伊藤英明）の元に、妻・貴子（森口瑤子）が一酸化炭素中毒で倒れて搬送されたとの連絡を受ける。ふと庭に目をやると庭のテーブルに蛇口が表れていた。実はこの蛇口、過去にも自分の近しい人が生き死に関わっている場面で他人には見えない状態で雄一の目の前に現れており、コックを捻って出てくる水の色でその生死が分かる代物だった…。

### キャスト
浅村 雄一 - 伊藤英明（幼少期：馬渕誉 / 少年期：一条龍之介）
会社員。妻の尻に敷かれ、家の中では肩身が狭い思いをしている。幼少のころから何故だか身近な人の生き死の際に「蛇口」が現れる。
浅村 貴子 - 森口瑤子
父の遺産で家を建て、雄一より高い給料を貰い、夫より優位な立場で便利に扱う。旅行先で一酸化炭素中毒になり、救急搬送される。
浅村 美咲 - 宮武祭（bump.y / 幼少期：小林実由）
雄一・貴子の一人娘。
雄一の母 - 樋口文乃
男性教師 - 石田ヨウスケ
亀山 - 栗原大河
上司 - 加藤忠可
部下 - 山下真実子
医者 - 骨川道夫
若い男 - 山本栄司

### スタッフ
- 原作：小池真理子「蛇口」（角川書店「懐かしい家」所載）
- 脚本：北川亜矢子
- 演出：佐藤源太（共同テレビ）

## 相席の恋人

### ストーリー
スズ（倉科カナ）は恋人の良樹（佐野和真）と同棲している。しかし、同棲生活は良樹の仕事が多忙なことからすれ違いが生じていた。そんな中、いつも使っている喫茶店で突如めまいに襲われる。ふと気づくと夜のはずが昼になっていた。そして相席で座った老紳士（宇津井）は何故かスズの名前を知っていた。「僕はスズの恋人だ」と言い出す老紳士にスズは戸惑う。彼によると「時空が一時的に繋がっている」と言う。その後も何度か老紳士と話したスズはある日の昼食に、その老紳士が好きな「オムライスのマヨネーズがけ」を良樹に供すが…。

### キャスト
山田 スズ - 倉科カナ
OL。結婚を夢見て良樹と同棲中だが、忙しさからすれ違いの日々が続いていた。とある喫茶店で老紳士と相席したことから知り合い、老紳士は昔の思い出を話し始める。
近藤 良樹 - 佐野和真
会社員。スズの恋人で彼女と同棲をしているが、仕事の忙しさからスズとすれ違いが生じている。
ウエイターX - 窪寺昭
ウエイターA - 大竹浩一
由美 - 松山愛里
スズの友達。
若い女 - 江奈さやか
広瀬 タカシ - 庄野崎謙
スズが良樹と別れてから喫茶店に入るタイミングで相席する男性。
相席の男 - 宇津井健
スズと相席をする謎の老紳士。「スズの恋人」だと名乗る。

### スタッフ
- 脚本：和田清人
- 演出：高丸雅隆（共同テレビ）

## ヘイトウイルス

### ストーリー
50年前、戦争を繰り返す人類の憎悪の元凶は、人間の憎悪を増幅する「ヘイトウイルス」の仕業であることが発覚。研究者の功績によりワクチンが作られ、「ヘイトウイルス」を完全に死滅させることが出来るようになった。その感染者やワクチンを管理する「ユートピア保全機構」に勤めるサエキ（草彅剛）の元に、「ヘイトウイルス」感染者によってサエキの妻が殺害されたことが報告される。さらに感染者はサエキと面会することを希望する。実はその感染者はかつてサエキの娘を殺したクリタだった。

### キャスト
サエキ マコト - 草彅剛 (SMAP)
「ユートピア保全機構」研究員。かつて自らも過去にヘイトウイルスに感染していた。
クリタ ハジメ - 森廉
ヘイトウイルス感染者。かつてサエキの娘を殺害し、今回は妻を殺害した。
シミズ ハナコ - 藤本泉
「ユートピア保全機構」職員。
セキネ タダシ - 土屋裕一
ヘイトウイルス感染者。
ワタナベ ヒロシ - 大関真
ヘイトウイルス感染者。
クリタの母 - 原千果子
サエキ ヨウコ - 近藤玲奈
マコトの一人娘。
ドクターS - Christopher Battin
ナレーション - 泉龍太
所長 - 品川徹
サエキの上司。サエキとクリタの事件について詳しい事情を知っている。

### スタッフ
- 原作：うめざわしゅん「ヘイトウイルス」（小学館「ユートピアズ」所載）
- 脚本：黒岩勉
- 演出：落合正幸

### 備考
主演の草彅は、『SMAPの特別編』（2001年）以来約11年ぶりの出演となった。

## スタッフ（全話共通）
- 編成企画：成田一樹、水野綾子、加藤達也
- 台本協力：酒井健作
- 演出補：三木茂、池辺安智、朝比奈陽子、徳市敏之、下向英輝
- 音楽：蓜島邦明
- 音響効果：佐々木良平、壁谷貴弘、上田真理香
- CG：佐藤昌俊、塚田均、岩田勝巳
- タイトル：岩崎光明
- CGタイトル：大村卓、安田昌伸、前田和寛、海保正保
- スタントコーディネート：釼持誠
- 操演：秋山壽夫
- プロデュース：齋藤理恵子
- アソシエイトプロデューサー：小椋久雄（共同テレビ）、岩田祐二
- プロデュース補：秋山八重子、中村亮太
- 制作：フジテレビ
- 制作・著作：共同テレビ